# Alquízar
Alquízar est une ville et une municipalité de la province d'Artemisa, à Cuba. Sa population s'élevait à 31 271 habitants (2004).

## Géographie

### Situation
Alquízar se trouve dans l'est de la partie occidentale de l'île de Cuba, à la pointe sud-est de la province d'Artemisa, à 55 km sud-ouest de La Havane et 21 km à l'est de sa capitale de province Artemisa.

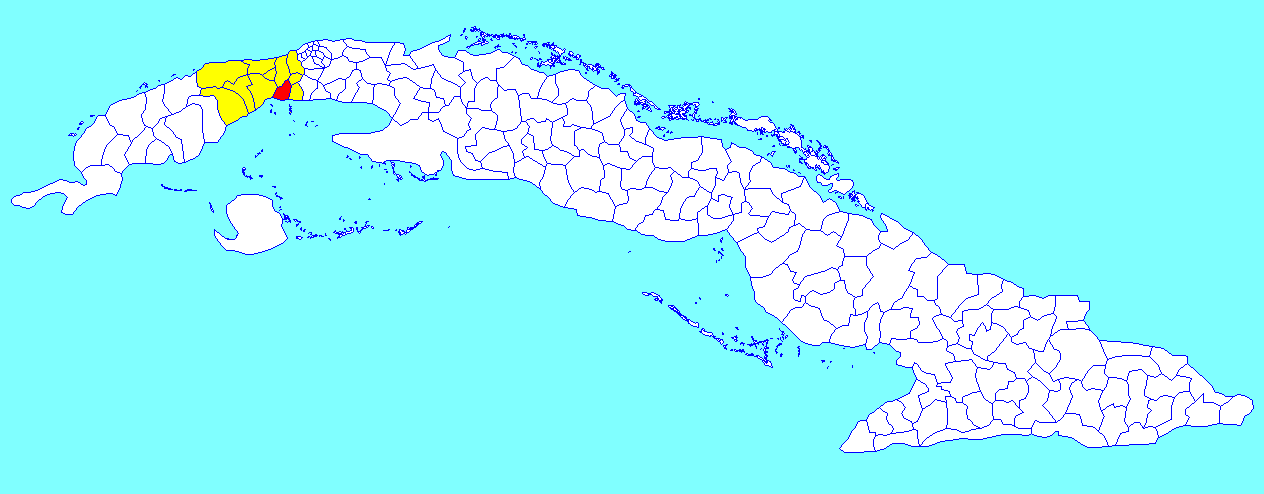
Municipalité de Alquízar dans la province d'Artemisa

### Divisions administratives
La municipalité inclut quatre consejos populares :
- Mayorquín - Sur
- Pulido - Guanímar
- Dagame
- Norte

## Population
En 2022, la population de la municipalité était estimée à 33 510 habitants ; pour une surface de 194,4 km2, la densité de population est de 172,4/km².

## Histoire
L'origine de la localité remonte à 1616, lorsqu'une plantation de café fut fondée par Sancho de Alquízar (es), gouverneur civil et militaire de l’île, qui lui a laissé son nom. La municipalité est fondée en 1879.

## Économie
Alquízar possède un sol fertile propice à la culture de légumes et de fruits.

## Personnalités nées à Alquízar
- Rubén Martínez Villena, écrivain, né en 1899.
- Alejandro Robaina, cultivateur de tabac et fondateur de la marque de cigares Vegas Robaina, né en 1919.
- Antonio Núñez Jiménez, anthropologue et révolutionnaire, né en 1923.